# Бенефициарий (Древний Рим)
Бенефициарий (лат. Beneficiarius (лат. miles — солдат)) — солдат, которому в виде отличия и награды дана была привилегия (vacatio munerum castrensium), то есть освобождение от обыкновенных караулов, земляных работ и фуражировки, звание солдат по особым поручениям в армии Древнего Рима имперского периода.
При римских императорах для центурионов это первоначальное отличие обратилось в средство добывать себе деньги.

## Возникновение и статус
Существование бенефициариев прослеживается со времен Веспасиана. Они, как правило, были приписаны к определенному легиону, однако при этом освобождались от повседневных солдатских обязанностей. Бенефициарии подчинялись непосредственно наместнику провинции, легату или трибуну и часто служили его охраной или эскортом. Их знаком различия было особого вида копье. Они также получали жалованье в полтора раза больше, чем у рядовых легионеров.

## Функции
Помимо сопровождения старших командиров бенефициарии могли выполнять функции военной полиции как в самом легионе, так и в целом в провинции, где он был размещен, занимаясь выявлением и подавлением мятежей, а также финансовым и физическим наказанием бунтовщиков. Часто в городах, портах, на дорогах и переправах создавались так называемые станции бенефициариев, где они вместе с рядовыми солдатами и вспомогательным персоналом осуществляли таможенный, налоговый и миграционный контроль, а также занимались сбором информации. Определенное число бенефициариев было занято административной работой в канцеляриях легионов или наместников провинций. Все это делало их службу близкой к тому, чем занимались фрументарии.